# Cinema Verite
Pour les articles homonymes, voir Cinéma-vérité.
Pour plus de détails, voir Fiche technique et Distribution.
Cinema Verite est un téléfilm américain réalisé par Shari Springer Berman et Robert Pulcini diffusé pour la première fois sur la chaîne HBO le 23 avril 2011.

## Synopsis
Au début des années 1970, le récit de la création et de la diffusion de An American Family, première émission de télé-réalité, et de ses protagonistes, la famille Loud.

## Distribution
- Diane Lane (VF : Micky Sebastian) : Pat Loud
- Tim Robbins : Bill Loud
- James Gandolfini (VF : Bernard Métraux) : Craig Gilbert
- Kathleen Quinlan : Mary
- Thomas Dekker (VF : Yoann Sover) : Lance Loud
- Patrick Fugit : Alan Raymond
- Shanna Collins (VF : Ingrid Donnadieu) : Susan Raymond
- Willam Belli : Candy Darling
- Lolita Davidovich (VF : Brigitte Aubry) : Valerie
- Kyle Riabko : Jackie Curtis
- Kaitlyn Dever : Michelle Loud
- Nick Eversman : Grant Loud
- Johnny Simmons : Kevin Loud
- Caitlin Custer : Delilah Loud
- Jake Richardson : Tommy Goodwin

 Source et légende : version française (VF) sur RS Doublage

## Diffusion et accueil

### Sélection et nomination
| Primetime Emmy Awards           | Meilleure direction de casting pour une mini-série, téléfilm ou émission spéciale | Randi Hiller                                                | Nomination |
| Primetime Emmy Awards           | Meilleures costumes pour une mini-série, téléfilm ou émission spécial             | Suttirat Anne Larlarb Joseph T. Mastrolia                   | Nomination |
| Primetime Emmy Awards           | Meilleure réalisation pour une mini-série, téléfilm ou émission spéciale          | Shari Springer Berman Robert Pulcini                        | Nomination |
| Primetime Emmy Awards           | Meilleure coiffure pour une mini-série, téléfilm ou émission spéciale             | Beth Miller Carol Pershing Terry Baliel                     | Nomination |
| Primetime Emmy Awards           | Meilleure actrice dans une mini-série ou téléfilm                                 | Diane Lane                                                  | Nomination |
| Primetime Emmy Awards           | Meilleure maquillage dans une mini-série ou téléfilm                              | Mindy Hall Julie Hewett Kimberly Felix                      | Nomination |
| Primetime Emmy Awards           | Meilleure mini-série ou téléfilm                                                  |                                                             | Nomination |
| Primetime Emmy Awards           | Meilleur téléfilm ou mini-série à caméra simple                                   | Sarah Flack Robert Pulcini                                  | Lauréat    |
| Primetime Emmy Awards           | Meilleur mixage de son dans une mini-série ou téléfilm                            | Petur Hliddal Lora Hirschberg Scott R. Lewis Douglas Murray | Nomination |
| Golden Globe Awards             | Meilleure mini-série ou téléfilm                                                  |                                                             | Nomination |
| Golden Globe Awards             | Meilleure actrice dans une série, mini-série ou téléfilm                          | Diane Lane                                                  | Nomination |
| Golden Globe Awards             | Meilleur acteur dans un second rôle dans une série, mini-série ou téléfilm        | Tim Robbins                                                 | Nomination |
| Screen Actors Guild Awards      | Meilleure actrice dans une mini-série ou téléfilm                                 | Diane Lane                                                  | Nomination |
| TCA Awards                      | Meilleur téléfilm, mini-série ou émission spéciale                                |                                                             | Nomination |
| GLAAD Awards                    | Meilleur téléfilm ou mini-série                                                   |                                                             | Lauréat    |
| Writers Guild of America Awards | Meilleur scénario original                                                        | David Seltzer                                               | Lauréat    |